# Landkreis Waren
| Basisdaten            | Basisdaten     |
| --------------------- | -------------- |
| Bestandszeitraum      | 1933–1952      |
| Verwaltungssitz       | Waren (Müritz) |
| Einwohner             | 59.098 (1939)  |
| Gemeinden             | 140 (1939)     |
| Karte von Mecklenburg |                |
|                       |                |

Der Landkreis Waren war von 1933 bis 1952 ein Landkreis in Mecklenburg. Der Kreissitz befand sich in Waren (Müritz). Das Kreisgebiet gehört heute zum Landkreis Mecklenburgische Seenplatte in Mecklenburg-Vorpommern.

## Geschichte
Das Amt Waren wurde 1925 in Mecklenburg-Schwerin aus dem alten Amt Waren und dem Amt Röbel/Müritz gebildet. 1933 wurde aus dem Amt Waren der Kreis Waren. Mecklenburg-Schwerin wurde 1934 mit Mecklenburg-Strelitz zu einem Land Mecklenburg vereinigt.
Am 1. April 1937 wurden im Rahmen des Groß-Hamburg-Gesetzes die Gemeinden Netzeband mit Schönberg und Rossow aus dem Kreis Waren in den preußischen Kreis Ostprignitz umgegliedert. Am 1. April 1939 wechselte die Gemeinde Liepen b. Kratzeburg in den Landkreis Stargard.
Nach dem Zweiten Weltkrieg wurde die Bezeichnung des Kreises in Landkreis Waren geändert. Der Landkreis gehörte nun zum Land Mecklenburg-Vorpommern in der Sowjetischen Besatzungszone. Der Name des Landes wurde 1947 in Mecklenburg geändert. Seit 1949 gehörte es zur DDR.
Zu kleineren Gebietsänderungen kam es bei der ersten Kreisreform in der DDR am 1. Juli 1950:
- Die Gemeinden Groß Varchow und Varchentin wechselten aus dem Landkreis Malchin in den Landkreis Waren.
- Die Gemeinden Buschhof, Dambeck b. Kratzeburg, Diemitz, Gaarz, Krümmel, Lärz, Marienfelde, Rechlin und Schwarz wechselten aus dem Landkreis Waren in den Landkreis Neustrelitz.

Bei der Gebietsreform am 25. Juli 1952 wurde das Land Mecklenburg aufgelöst und der Landkreis Waren aufgeteilt:
- Die Gemeinden Klein Vielen, Peckatel und Pieverstorf kamen zum Kreis Neustrelitz.
- Die Gemeinden Bülow, Großen Luckow, Klein Luckow, Rothenmoor und Ziddorf kamen zum Kreis Teterow.
- Die Stadt Röbel/Müritz sowie die Gemeinden Altenhof, Below, Bollewick, Buchholz, Bütow, Dambeck i. M., Dammwolde, Darze, Fincken, Göhren, Gotthun, Grabow, Groß Kelle, Grüssow, Jaebetz, Kambs, Karbow, Kieve, Kisserow, Kogel, Lebbin, Leizen, Lexow, Ludorf, Massow, Melz, Minzow, Neu Stuer, Penkow, Poppentin, Priborn, Roez, Rogeez, Sietow, Solzow, Stuer, Vipperow, Wackstow, Walow, Wildkuhl, Wredenhagen, Zepkow, Zielow und Zislow kamen zum Kreis Röbel/Müritz.
- Das verbleibende Kerngebiet des Kreises bestand als Kreis Waren fort.
- Die Kreise Neustrelitz, Röbel/Müritz, Teterow und Waren wurden dem Bezirk Neubrandenburg zugeordnet.

## Politik

### Landdroste
1921–9999 Walter Lübcke (kommissarisch)
1921–1928 Werner Eichbaum

### Amtshauptmänner/Landräte
1921–1932 Friedrich von Wick
1932–1933 Walter Pufpaff
1933–1945 Ernst Mulert

## Einwohnerentwicklung
| Einwohner | 1925 (Amt) | 1933   | 1939   | 1946   |
| --------- | ---------- | ------ | ------ | ------ |
|           | 52.701     | 52.526 | 59.098 | 90.827 |

Die Einwohnerzahlen der Städte des Landkreises im Jahre 1939:
| Malchow | 6.056  |
| Penzlin | 3.097  |
| Röbel   | 3.802  |
| Waren   | 15.059 |

## Städte und Gemeinden
Im Jahre 1939 umfasste der Landkreis Waren vier Städte und 136 weitere Gemeinden:
| - Adamshoffnung - Alt Gaarz - Alt Rehse - Alt Schönau - Alt Schwerin - Altenhof - Ankershagen - Ave - Baumgarten - Below - Bollewick - Buchholz - Bülow - Burg Penzlin - Buschhof - Bütow - Cramon - Dambeck b. Kratzeburg - Dambeck i. M. - Damerow - Dammwolde - Darze - Diemitz - Drewitz - Federow - Fincken - Gaarz - Göhren - Gotthun - Grabow - Grabowhöfe - Groß Dratow - Groß Flotow - Groß Gievitz - Groß Kelle | - Groß Lukow - Groß Plasten - Groß Rehberg - Groß Vielen - Großen Luckow - Grüssow - Hagenow - Hartwigsdorf - Hinrichsberg - Hinrichshagen - Hohen Wangelin - Jabel - Jaebetz - Kambs - Karbow - Kargow - Käselin - Kieve - Kirch Grubenhagen - Kisserow - Klein Dratow - Klein Luckow - Klein Lukow - Klein Plasten - Klein Varchow - Klein Vielen - Klink - Klocksin - Kogel - Kraase - Krukow - Krümmel - Lansen - Lapitz - Lärz | - Laschendorf - Lebbin - Lehsten - Leizen - Lexow - Liepen b. Vollrathsruhe - Linstow - Loppin - Ludorf - Lupendorf - Lütgendorf - Malchow, Stadt - Malkwitz - Mallin - Marienfelde - Marihn - Marxhagen - Massow - Melz - Minzow - Möllenhagen - Mollenstorf - Moltzow - Neu Gaarz - Neu Stuer - Nossentiner Hütte - Passentin - Peckatel - Penkow - Penzlin, Stadt - Pieverstorf - Poppentin - Priborn - Puchow - Rechlin | - Rethwisch - Röbel, Stadt - Rockow - Roez - Rogeez - Rothenmoor - Rumpshagen - Schloß Grubenhagen - Schwarz - Schwarzenhof - Schwastorf - Sembzin - Sietow - Silz - Solzow - Sophienhof - Sorgenlos - Sparow - Stuer - Torgelow am See - Tressow - Vielist - Vipperow - Wackstow - Walow - Waren, Stadt - Wendorf - Wildkuhl - Wredenhagen - Zahren - Zepkow - Ziddorf - Zielow - Zierzow - Zislow |

In den 1930er Jahren fanden mehrere Eingemeindungen statt:
- Friedrichsfelde, 1934 zu Ankershagen
- Hoppenbarg, 1936 zu Lehsten
- Kloster Malchow, 1935 zu Malchow